# 東京都立広尾病院
東京都立広尾病院（とうきょうとりつひろおびょういん）は、東京都渋谷区恵比寿にある病院である。地方独立行政法人東京都立病院機構が運営している。

## 概要
広尾病院は1889年（明治22年）に開設された東京市避病院を前身とし、1927年（昭和2年）に東京市立の病院となった。
広尾病院の一帯は江戸時代には「広尾の原」と呼ばれて徳川家光の時代以降にはしばしば鷹狩や鶉狩に利用されていたところで、海抜は約9メートルと現在の渋谷区内では最も高度が低い場所となっている。
2023年までに渋谷区のこどもの城跡地に移転し、首都災害医療センターとして開院する予定であったが、移転を撤回し、同敷地内で建て替える方針へ変更された。
2022年7月1日付で都立病院及び公社病院は、地方独立行政法人東京都立病院機構として再編され、これにより広尾病院の開設及び運営は同法人が担うことになった。

## 特色

### 基幹災害医療センターとして
都立病院の中では災害医療センターとして位置づけられており、国立病院機構災害医療センター（立川市）とともに東京都の基幹災害医療センターとなっている。平時においては23区と多摩のそれぞれ中心となるとともに、発災時においてはどちらかが被災しても、相互補完的に機能しながら災害医療の中心として活動するものとされている。医師、看護師、事務職員により編成される常時2班の医療救護班をオンコール待機させておくなど、非常招集体制は都立病院のなかでも進んだレベルにある。
2011年の東日本大震災では、災害派遣医療チーム（DMAT）4名（医師1名、看護師2名、事務1名）を宮城県気仙沼市に派遣し、市内で医療救護活動に従事した。
しかし、国立災害医療センターと比較すると、物資の備蓄、医師・看護師の充足、発災時の緊急登院体制等の面で改善すべき点も多い。
2004年（平成16年）、東京都が発足させた東京DMAT（東京都災害医療派遣チーム）の指定病院ともなっており、同年10月に発生した新潟県中越地震の際には他のDMAT指定医療機関とともに隊員を現場出動させている。東京DMAT指定病院としては他に日本医科大学付属病院、帝京大学医学部附属病院、杏林大学医学部付属病院等、17医療機関が指定されている。厚生労働省の主導する日本DMAT隊員養成にも協力しており、DMATの中心的医療機関のひとつである。

### 島嶼医療の拠点として
島しょ医療にも重点を置いており、病院屋上にヘリポートを保有する。主に伊豆諸島からのヘリコプター救急を受け入れ、国民健康保険町立八丈病院や大島医療センターなど島内の医療機関で対応できない重篤度の高い患者については病院屋上に直接ヘリを着陸させ、患者の収容を行っている。
東京消防庁ヘリポート（東京都江東区）を経由した搬送に比べて、20-30分程度の時間短縮効果があるとされている。他に、急患要請を受けて医師が救急車で東京ヘリポートへ向かい、ヘリに乗り換えて島嶼へ向かったのでは間に合わないほど緊急性が高い場合は、ヘリが直接病院に医師を迎えに来る「ピックアップ」も実施している。また島嶼の医療機関との間で、X線画像等をリアルタイムで共有しながら診療のアドバイス等を行える「遠隔地画像伝送システム」も備えており、同院は島嶼救急に関しては都内トップクラスと言ってもよい実力を有している。
都心に位置するため、ヘリが着陸できるのは昼間の緊急時のみであり、長らく夜間帯を含めたヘリポートの常時運用はできなかったが、2008年（平成20年）2月、東京都と近隣住民の間の合意が得られたことにより、真に急を要し、搬送の数分の遅れが命に関わる患者に限り、実質24時間体制でヘリポート運用を開始した。これにより、従来は不可能だった深夜帯の離着陸が、症例は極めて限定されるものの可能となり、これにより離島部からの救急体制のあり方に大きな一石を投じたと言える。
しかし、騒音問題等、住民の積極的協力が得られるかどうかは未知数であり、今後の検討課題となるとみられる。
東京都立墨東病院、東京都立多摩総合医療センターとともに「東京ER・広尾」を運営し、365日・24時間の外来患者受け入れに対応している。

## 診療科目
| - 腎臓内科 - 血液内分泌代謝内科 - 消化器内科 - 神経内科 - 呼吸器科 - 循環器科 - 外科 - 整形外科 | - リハビリテーション科 - 心臓血管外科 - 形成外科 - 産婦人科 - 泌尿器科 - 耳鼻咽喉科 - 脳神経外科 - 皮膚科 | - 眼科 - 麻酔科 - 診療放射線科 - 神経科 - 小児科 - 歯科口腔外科 - 救急救命診療科(ER) |

## 診療科以外の病院機構
- コ・メディカル部門：看護部、診療放射線科、検査科、薬剤科、栄養科。
- 事務部門：庶務課、医療サービス課。

## 医療機関の指定等
（下表の出典）
| 保険医療機関                                             | 原子爆弾被害者一般疾病医療取扱医療機関                                     |
| 労災保険指定医療機関                                     | 公害医療機関                                                               |
| 指定自立支援医療機関（更生医療）                         | 母体保護法指定医の配置されている医療機関                                   |
| 指定自立支援医療機関（育成医療）                         | 災害拠点病院（基幹）                                                       |
| 指定自立支援医療機関（精神通院医療）                     | へき地医療拠点病院                                                         |
| 身体障害者福祉法指定医の配置されている医療機関           | 救命救急センター（三次救急）                                               |
| 精神保健指定医の配置されている医療機関                   | 臨床研修病院                                                               |
| 生活保護法指定医療機関                                   | エイズ治療拠点病院                                                         |
| 結核指定医療機関                                         | 特定疾患治療研究事業委託医療機関                                           |
| 指定養育医療機関                                         | DPC対象病院                                                                |
| 指定小児慢性特定疾病医療機関                             | 難病の患者に対する医療等に関する法律に基づく指定医の配置されている医療機関 |
| 難病の患者に対する医療等に関する法律に基づく指定医療機関 |                                                                            |

- 救急告示病院（二次救急）[8]
- 公益財団法人日本医療機能評価機構認定病院[9]
- このほか、各種法令による指定・認定病院であるとともに、各学会の認定施設でもある。

## 認定専門医人数
（下表の出典）
| 整形外科専門医   | 11.5人 | 内分泌代謝科専門医     | 1.6人 |
| 皮膚科専門医     | 3.5人  | 消化器外科専門医       | 4.2人 |
| 麻酔科専門医     | 5.0人  | 細胞診専門医           | 0.9人 |
| 放射線科専門医   | 0.2人  | 透析専門医             | 2.8人 |
| 眼科専門医       | 2.2人  | 脳神経外科専門医       | 6.3人 |
| 産婦人科専門医   | 5.2人  | 心臓血管外科専門医     | 3.0人 |
| 耳鼻咽喉科専門医 | 2.0人  | 呼吸器外科専門医       | 1.0人 |
| 泌尿器科専門医   | 2.0人  | 消化器内視鏡専門医     | 5.4人 |
| 形成外科専門医   | 2.0人  | 神経内科専門医         | 3.0人 |
| 病理専門医       | 0.9人  | 漢方専門医             | 1.5人 |
| 総合内科専門医   | 16.8人 | 気管支鏡専門医         | 1.0人 |
| 外科専門医       | 13.4人 | アレルギー専門医       | 1.7人 |
| 糖尿病専門医     | 1.0人  | 大腸肛門病専門医       | 0.2人 |
| 肝臓専門医       | 4.2人  | 婦人科腫瘍専門医       | 1.0人 |
| 救急科専門医     | 10.0人 | ペインクリニック専門医 | 0.8人 |
| 循環器専門医     | 7.0人  | 熱傷専門医             | 2.0人 |
| 呼吸器専門医     | 5.8人  | 脳血管内治療専門医     | 3.3人 |
| 消化器病専門医   | 7.3人  | 周産期（新生児）専門医 | 2.0人 |
| 腎臓専門医       | 3.6人  | 小児神経専門医         | 1.0人 |
| 小児科専門医     | 5.2人  | 精神科専門医           | 1.0人 |

## 交通アクセス
- 東京メトロ日比谷線「広尾駅」より徒歩7分
- JR山手線「渋谷駅」より都営バス都06系統新橋駅行で「広尾病院前」停留所下車
- JR山手線・東急目黒線・東京メトロ南北線・都営三田線「目黒駅」より都営バス黒77系統千駄ヶ谷駅前行・橋86系統新橋駅前行で｢天現寺橋｣停留所下車すぐ
- JR各線「品川駅」より都営バス品97系統新宿駅西口行で｢天現寺橋｣停留所下車

## 不祥事・医療ミス・医療事故
- 1999年2月11日 - 手術を終了した女性(58歳)に対し抗生剤点滴終了後に、消毒液を血液凝固阻止剤と取り違えて点滴されたために「胸が苦しい。息苦しくなってきた。手もしびれてきた」と言葉を残しながら死亡する事件が発生した。死亡診断書に事実と異なる旨を記載したと考えられることから、院長が被告人として有罪判決を受けている。詳細は「都立広尾病院事件」を参照。

## その他
- 災害・島しょ医療の他、心疾患治療にも力を入れており、特にカテーテルアブレーション（心筋焼灼術）領域での評価は高い。
- 全般的に脳血管疾患などの重症患者の場合、急性期以降から主に健康保険制度適用の3ヶ月の早期の期間内でのリハビリテーション病院への移行が見られない、従来型（旧来型）の体制となっている。